# 장순 (중산상)
장순(張純, ? ~ 189년)은 중국 후한 말기의 인물로, 유주 어양군 사람이다.

## 생애
중평 2년(185년), 양주에서 한수·변장이 강족과 함께 난을 일으켰다. 조정에서는 사공 장온이 거기장군이 되어 토벌군을 편성하여 참전하였는데, 옛 중산상 장순은 손견·도겸과 함께 종군하기를 원하였으나 장온은 장순이 공손찬과 함께 종군하도록 하였다. 이에 불만을 가진 장순은 중평 4년(187년) 옛 태산태수 장거·오환의 수령 구력거와 함께 반란을 일으켜, 유주의 주도인 계(薊)를 함락시켰다. 장순 자신은 스스로 미천장군(彌天將軍)·안정왕이라 칭하고, 우북평·요서를 공격하여 여러 군의 태수들을 죽였다.
그러자 조정에서는 양주의 반란 진압에 동원되었던 공손찬에게 장순의 반란을 진압하게 했고, 공손찬은 병사를 이끌어 요동 인근의 석문산(石門山)에서 장순을 토벌하였다. 장순은 선비에게 달아났으며, 오환의 탐지왕이 공손찬에게 투항했다. 하지만 구력거가 유주·기주·청주·서주를 약탈하였고, 장순은 군사를 모아 요서군의 관자성(管子城)에서 공손찬을 포위하였다.
중평 5년(188년), 조정에서는 유우를 유주목에 임명하였다. 유우는 장순의 수급에 현상금을 거는 동시에 오환·선비·흉노에게 회유책을 펼쳤다. 이 결과 구력거 등은 유우에게 귀순해 왔으며, 약탈을 중지하고 모두 국경 밖으로 떠났다. 결국 장순은 세력을 잃게 되었으며, 이듬해 3월에 빈객 왕정(王政)의 손에 죽어 수급이 유우에게 보내졌다.